# Noijinkangsang
| Tibetische Bezeichnung                             |
| -------------------------------------------------- |
| Tibetische Schrift: གནོད་སྦྱིན་གང་བཟང་                 |
| Wylie-Transliteration: gnod sbyin gang bzang       |
| Aussprache in IPA: [nøtɕĩkʰaŋsaŋ]                  |
| Offizielle Transkription der VRCh: Noijinkangsang  |
| THDL-Transkription: Nöjinkangsang                  |
| Andere Schreibweisen: Norin Kang, Ningchin Kangsha |
| Chinesische Bezeichnung                            |
| Traditionell: 寧金崗桑                             |
| Vereinfacht: 宁金岗桑                              |
| Pinyin:Níngjīngǎngsāng                             |

Der Noijinkangsang (auch Norin Kang oder Ningchin Kangsha) ist ein 7206 m hoher Berg in der Volksrepublik China.
Er liegt an der Grenze zwischen den Kreisen Nagarzê und Gyangzê im Autonomen Gebiet Tibet und ist Teil des Himalayas. Er gehört zum Lhagoi-Kangri-Gürtel zwischen der Hauptkette des Himalaya im Süden und dem Fluss Yarlung Zangpo (Brahmaputra-Oberlauf) im Norden, der den Himalaya vom Transhimalaya trennt. Die Höhenangaben schwanken zwischen 7191 m und 7252 m. Er wurde erstmals am 28. April 1986 durch eine chinesische Expedition von Süden her bestiegen, kommerzielle Anbieter nutzen heute meist eine Route über den Südwestgrat und den Togolung oder vom kleinen Gletschersee Gama Tso über den Ostgrat.
Neben dem Hauptgipfel besitzt das Massiv des Noijinkangsang zahlreiche Nebengipfel:
1. Togolung (6733 m)
2. Dara (6222 m)
3. Lungba (6151 m)
4. Qunyang (6121 m)
5. Zhokpu (5922 m)

Das Massiv ist stark vergletschert, einige dieser Gletscher (Auflistung Nord nach Süd) reichen bis auf eine Höhe von 5200 m herab:
1. Lungba-Gletscher
2. Qunyang-Gletscher
3. Dara-Gletscher
4. Gama-Gletscher
5. Noijin-Gletscher
6. Togolung-Gletscher
7. Kangbu-Gletscher
8. Karo-La-Gletscher (oder Kara- oder Karo-Gletscher)

Der Noijinkangsang ist der dem nördlich des Yarlung Zangpo liegenden Lhasa am nächsten gelegene größere Hauptgipfel des Himalaya. Südlich des Massivs überquert die Provinzstraße 307 den Pass Karo La, der den Noijinkangsang vom Jitan Zhoma (6004 m) und dem Massiv des Kalurong (6674 m) trennt.